# Graulichita-(La)
La graulichita-(La) és un mineral de la classe dels fosfats que pertany al grup de la dussertita. Rep el nom per la seva relació amb la graulichita-(Ce) i el predomini de la terra rara lantani sobre el ceri.

## Característiques
La graulichita-(La) és un arsenat de fórmula química LaFe3+₃(AsO₄)₂(OH)₆. Va ser aprovada com a espècie vàlida per l'Associació Mineralògica Internacional l'any 2021, sent publicada l'any 2021. Cristal·litza en el sistema trigonal.
L'exemplar que va servir per a determinar l'espècie, el que es coneix com a material tipus, es troba conservat a les col·leccions del Museu d'Història Natural de la Universitat de Pisa (Itàlia), amb el número de catàleg: 19924.

## Formació i jaciments
Va ser descoberta a la mina Bou Skour, situada al Cercle d'Agdz, a la Província de Zagora (Regió de Drâa-Tafilalet, Marroc), l'únic indret de tot el planeta on ha estat descrita aquesta espècie mineral.